# Çiçeklikeller, Sungurlu
Çiçeklikeller là một xã thuộc huyện Sungurlu, tỉnh Çorum, Thổ Nhĩ Kỳ. Dân số thời điểm năm 2010 là 171 người.